# Liste der Kulturdenkmale in Bad Buchau
In der Liste der Kulturdenkmale in Bad Buchau sind alle Bau- und Kunstdenkmale der Gemeinde Bad Buchau verzeichnet, die im „Verzeichnis der unbeweglichen Bau- und Kunstdenkmale und der zu prüfenden Objekte“ des Landesamts für Denkmalpflege Baden-Württemberg verzeichnet sind.
Diese Liste ist nicht rechtsverbindlich. Eine rechtsverbindliche Auskunft ist lediglich auf Anfrage bei der Unteren Denkmalschutzbehörde des Landkreises Biberach erhältlich.

## Allgemein
- Bild: Zeigt ein ausgewähltes Bild aus Commons, „Weitere Bilder“ verweist auf die Bilder im Medienarchiv Wikimedia Commons.
- Bezeichnung: Nennt den Namen, die Bezeichnung oder die Art des Kulturdenkmals.
- Lage: Straßenname und Hausnummer oder Flurstücknummer des Kulturdenkmals, gegebenenfalls auch den Ortsteil. Die Grundsortierung der Liste erfolgt nach dieser Adresse. Der Link (Karte) führt zu verschiedenen Kartendiensten mit der Position des Kulturdenkmals. Fehlt dieser Link, wurden die Koordinaten noch nicht eingetragen. Sind diese bekannt, können sie über ein Tool mit einer Kartenansicht einfach nachgetragen werden. In dieser Kartenansicht sind Kulturdenkmale ohne Koordinaten mit einem roten bzw. orangen Marker dargestellt und können durch Verschieben auf die richtige Position in der Karte mit Koordinaten versehen werden. Kulturdenkmale ohne Bild sind an einem blauen bzw. roten Marker erkennbar.
- Datierung: Baubeginn, Fertigstellung, Datum der Erstnennung oder grobe zeitliche Einordnung entsprechend des Eintrags in der zuständigen Denkmaldatenbank (Landesamt für Denkmalpflege Baden-Württemberg).
- Beschreibung: Kurzcharakteristik des Kulturdenkmals.

## Bad Buchau
| Bild           | Bezeichnung                                                                                                | Lage                                           | Datierung                         | Beschreibung                   | ID |
| -------------- | --- | ---------------------------------------------- | --------------------------------- | ------------------------------ | -- |
| Weitere Bilder | Federseemuseum                                                                                             | Bad Buchau, August-Gröber-Platz 2 (Karte)      | 1959 (Entwurf), 1965–67 (Bauzeit) | Geschützt nach §§ 2, 12 DSchG  |    |
|                | Gusseiserner Pumpbrunnen                                                                                   | Bad Buchau, vor Badgasse 3 (Karte)             | 1861                              | Geschützt nach § 2 DSchG       | BW |
|                | Ehemaliges Badhaus                                                                                         | Bad Buchau, Badgasse 10 (Karte)                |                                   | Geschützt nach § 28 DSchG      | BW |
|                | Tender-Dampflokomotive aus dem 750-mm-Schmalspurbahnsystem der Königlich Württembergischen Staatseisenbahn | Bad Buchau, Beim Bahnhof (Karte)               |                                   | Geschützt nach §§ 2, 12 DSchG  |    |
| Weitere Bilder | Jüdischer Friedhof                                                                                         | Bad Buchau, Friedhofstraße 22 (Karte)          |                                   | Geschützt nach §§ 2, 12 DSchG  |    |
|                | Wohnhaus mit Apotheke                                                                                      | Bad Buchau, Hofgartenstraße 9 (Karte)          |                                   | Geschützt nach § 2 DSchG       |    |
|                | Malzfabrik Locher                                                                                          | Bad Buchau, Hofgartenstraße 16 (Karte)         |                                   | Geschützt nach § 2 DSchG       |    |
|                | Ehemals jüdischer Betsaal                                                                                  | Bad Buchau, Judengasse 6 (Karte)               |                                   | Geschützt nach §§ 28, 12 DSchG | BW |
|                | Doppelwohnhaus                                                                                             | Bad Buchau, Judengasse 15, 17 (Karte)          |                                   | Geschützt nach § 2 DSchG       |    |
| Weitere Bilder | Evangelische Kirche                                                                                        | Bad Buchau, Karlstraße 11 (Karte)              |                                   | Geschützt nach § 2 DSchG       |    |
|                | Rathaus | Bad Buchau, Marktplatz 2 (Karte)               |                                   | Geschützt nach § 2 DSchG       |    |
|                | Wohnhaus                                                                                                   | Bad Buchau, Marktplatz 6 (Karte)               |                                   | Geschützt nach § 2 DSchG       | BW |
|                | Ehemaliges Ackerbürgerhaus                                                                                 | Bad Buchau, Marktplatz 7 (Karte)               |                                   | Geschützt nach § 2 DSchG       | BW |
|                | Ehemaliges Ackerbürgerhaus                                                                                 | Bad Buchau, Marktplatz 8 (Karte)               |                                   | Geschützt nach § 2 DSchG       | BW |
|                | Ehemalige Feierhalle der NS-Volkswohlfahrt                                                                 | Bad Buchau, Schlossplatz 2                     |                                   | Geschützt nach § 2 DSchG       |    |
|                | Gusseiserner Pumpbrunnen                                                                                   | Bad Buchau, Schmidgasse 7                      |                                   | Geschützt nach § 2 DSchG       |    |
|                | Katholische Kapelle St. Maria                                                                              | Bad Buchau, Wuhrstraße 47 (Karte)              |                                   | Geschützt nach §§ 28, 12 DSchG | BW |
|                | Wegkreuz                                                                                                   | Bad Buchau, Straße von Bad Buchau zum Henauhof |                                   | Geschützt nach § 2 DSchG       |    |

### Sachgesamtheit Ehemaliges Damenstift Buchau
| Bild           | Bezeichnung                                               | Lage                                       | Datierung | Beschreibung                                                                          | ID |
| -------------- | --------------------------------------------------------- | ------------------------------------------ | --------- | ------------------------------------------------------------------------------------- | -- |
| Weitere Bilder | Ehemalige Kirche des adeligen Chorfrauenstifts Buchau     | Bad Buchau, Schlossplatz 1 (Karte)         |           | seit 1806 Katholische Pfarrkirche St. Cornelius und Cyprian Geschützt nach § 12 DSchG |    |
|                | zwei Grabkreuze und ein Grabstein                         | Bad Buchau, vor Schlossplatz 1             |           | Geschützt nach § 28 DSchG                                                             |    |
| Weitere Bilder | Gefallenendenkmal                                         | Bad Buchau, vor Schlossplatz 1             |           | Geschützt nach § 28 DSchG                                                             |    |
|                | Kavalierbau                                               | Bad Buchau, Schlossplatz 2                 |           | Geschützt nach § 28 DSchG                                                             |    |
|                | Fürstenbau                                                | Bad Buchau, Schlossplatz 2                 |           | Geschützt nach § 28 DSchG                                                             |    |
|                | Damenbau                                                  | Bad Buchau, Schlossplatz 2                 |           | Geschützt nach § 28 DSchG                                                             |    |
|                | Spitzbau                                                  | Bad Buchau, Schlossplatz 2                 |           | Geschützt nach § 28 DSchG                                                             |    |
|                | Ehemaliges Beamtenhaus des Stifts                         | Bad Buchau, Schlossplatz 2                 |           | Geschützt nach § 28 DSchG                                                             |    |
|                | Ehemaliges Beamtenhaus des Stifts (Rentamtgebäude)        | Bad Buchau, Schlossplatz 2                 |           | Geschützt nach § 28 DSchG                                                             |    |
|                | Langer Bau                                                | Bad Buchau, Oggelshauser Straße 7 (Karte)  |           | Geschützt nach § 28 DSchG                                                             | BW |
|                | Ehemaliges Haus des Stiftsphysikus                        | Bad Buchau, Oggelshauser Straße 13 (Karte) |           | Geschützt nach § 28 DSchG                                                             | BW |
|                | Ehemaliges Kanonikatshaus des Stifts                      | Bad Buchau, Schlossplatz 8 (Karte)         |           | Geschützt nach § 28 DSchG                                                             | BW |
|                | Ehemaliges Amtshaus des Stifts                            | Bad Buchau, Schlossplatz 9 (Karte)         |           | Geschützt nach § 28 DSchG                                                             | BW |
|                | Ehemalige Umfassungsmauer samt mittelalterlichem Rundturm | Bad Buchau                                 |           | Geschützt nach § 28 DSchG                                                             |    |

## Kappel
| Bild           | Bezeichnung                                                          | Lage                                                             | Datierung | Beschreibung | ID |
| -------------- | -------------------------------------------------------------------- | ---------------------------------------------------------------- | --------- | --- | -- |
|                | Gusseiserner Pumpbrunnen                                             | Kappel, vor Im Winkel 1 (Karte)                                  |           | Geschützt nach § 2 DSchG | BW |
|                | Ehemaliges Armen- beziehungsweise Arbeitshaus des Damenstifts Buchau | Kappel, Im Winkel 1 (Karte)                                      |           | Geschützt nach § 2 DSchG | BW |
|                | Wegkreuz                                                             | Kappel, neben Kirchstraße 13 (Karte)                             |           | Geschützt nach § 2 DSchG | BW |
| Weitere Bilder | Katholische Filialkirche St. Peter und Paul                          | Kappel, Kirchstraße 35 (Karte)                                   |           | samt Friedhof mit Ummauerung, Friedhofskreuz, Gefallenendenkmal 1914–18, 1939–45, Lourdes-Grotte sowie Ölbergszene Geschützt nach §§ 28, 2 DSchG |    |
|                | Plankentalkapelle                                                    | Kappel, Plankentalstraße 100 (Karte)                             |           | samt Kreuzweg mit 14 Stationen Geschützt nach § 2 DSchG                                                                                          | BW |
|                | Ehemalige Mühle                                                      | Kappel, Riedlinger Straße 5 (Karte)                              |           | Geschützt nach § 2 DSchG | BW |
|                | Ruhe-Christi-Kapelle                                                 | Kappel, Riedlinger Straße 118 (Karte)                            |           | Geschützt nach § 28 DSchG | BW |
|                | Ehemalige Zehntscheune des Stifts Buchau                             | Kappel, Zehntscheuerstraße 2, 4 (Karte)                          |           | Geschützt nach § 2 DSchG | BW |
|                | Wegkreuz                                                             | Kappel, Straße von Bad Buchau-Kappel nach Allmannsweiler (Karte) |           | Geschützt nach § 2 DSchG | BW |
|                | Wegkreuz                                                             | Kappel, Gewann Tiergarten                                        |           | Geschützt nach § 2 DSchG |    |